# Parc national Quebrada del Condorito
Pour les articles homonymes, voir Quebrada.
Le parc national Quebrada del Condorito se trouve en Argentine, dans la province de Córdoba, à 85 km de la ville de Córdoba, au centre des Sierras de Córdoba. Il fait partie d'une aire protégée de 150 000 hectares, mais le parc national n'en compte que 37 000, soit 370 km2, le reste est une réserve provinciale.
Créé en 1996, le parc constitue un important « vivier » de condors, espèce en danger d'extinction en Amérique du Sud.

## Géographie
D'après la phytogéographie traditionnelle argentine, ce parc national se trouve au sein de l'unité naturelle du Chaco, dans ce qu'on appelle son Distrito Serrano (ou district montagneux). De même que d'autres formations montagneuses extra-andines de grande hauteur de l'ouest et du centre de l'Argentine, les Sierras de Córdoba ont un type de conditions naturelles semblables à celles prévalant dans la cordillère des Andes.
La végétation dominante est celle de la Pampa de Achala. Elle est formée de pâturages d'altitude avec des petits bosquets isolés de tabaquillo, semblables à ceux qui sont caractéristiques du nord-ouest argentin.

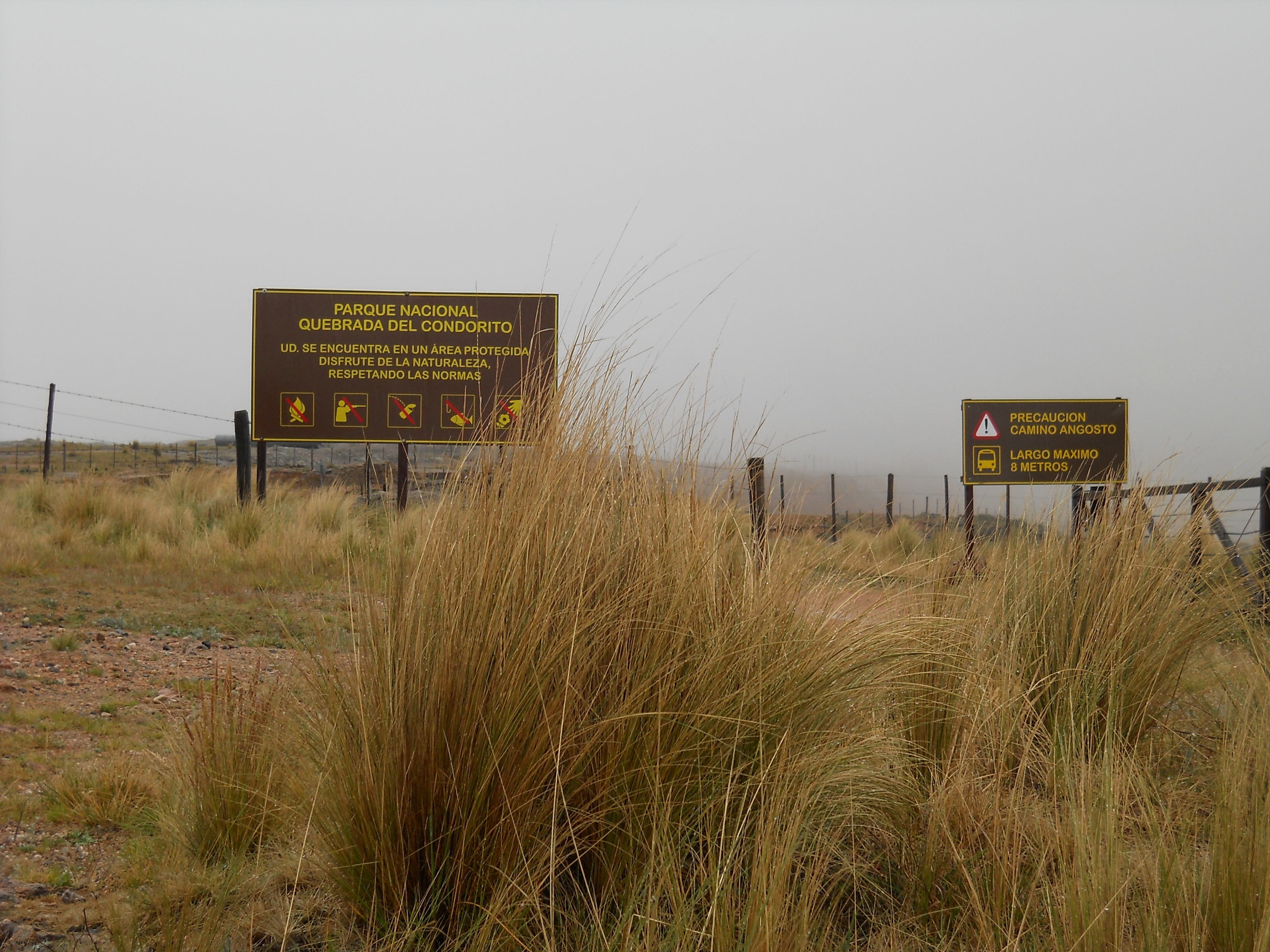
Revenu au parc national Quebrada del Condorito dans la Pampa de Achala.

Un des traits saillants de la zone est la présence d'un nombre appréciable d'espéces et sous-espèces endémiques des hauts sommets de ces chaines montagneuses. Par exemple la faune compte deux amphibiens (un crapaud et un petit ceratophrys ou escuerzo) et deux reptiles (un lézard vert et un serpent listé sur la liste des espèces en danger), propres au biome d'Achala. Le renard colorado (culpeo) forme une race typique de ces montagnes, tandis que parmi les oiseaux on a reconnu diverses espèces exclusives de ces lieux.
Malgré le fait de se trouver assez proche de la grande ville de Córdoba, et des villes touristiques très fréquentées comme Villa Carlos Paz, Alta Gracia, Tanti, Mina Clavero etc., le territoire du parc est resté vierge jusqu'au début du XXIe siècle, tant du point de vue paysage que du point de vue écologie, ceci étant dû à son accès difficile. Et c'est précisément cette difficile accessibilité qui explique que ce territoire ait été considéré comme un des sites sacrés par l'ethnie des Comechingón, avant l'arrivée des conquistadors espagnols.

### Climat
Le climat est tempéré de montagne, avec une grande amplitude thermique entre le jour et la nuit et entre l'été et l'hiver. Durant les hivers (de mai à début août), les neiges sont habituelles. En hiver les températures sont fréquemment négatives sur quasi toute la superficie du parc.

### Relief
La quebrada (ou cañon) qui donne son nom au site est un profond ravin (ou cañadón) dont les bords supérieurs se situent à hauteur du vol plané très doux des condors andins.
Le relief est anfractueux avec un étroit cañon (ou quebrada) par lequel le torrentueux río Condorito (affluent du río Segundo) roule ses eaux limpides.

## Flore
La flore consiste en prairies de montagne avec des mousses, des fougères, des lichens, ainsi que des petits bois de solanum verbascifolium et de polylepis australis (tabaquillo) et - dans une moindre mesure - des faux-poivriers ou molles et des palmiers caranday (appelés "cocos" à Córdoba).

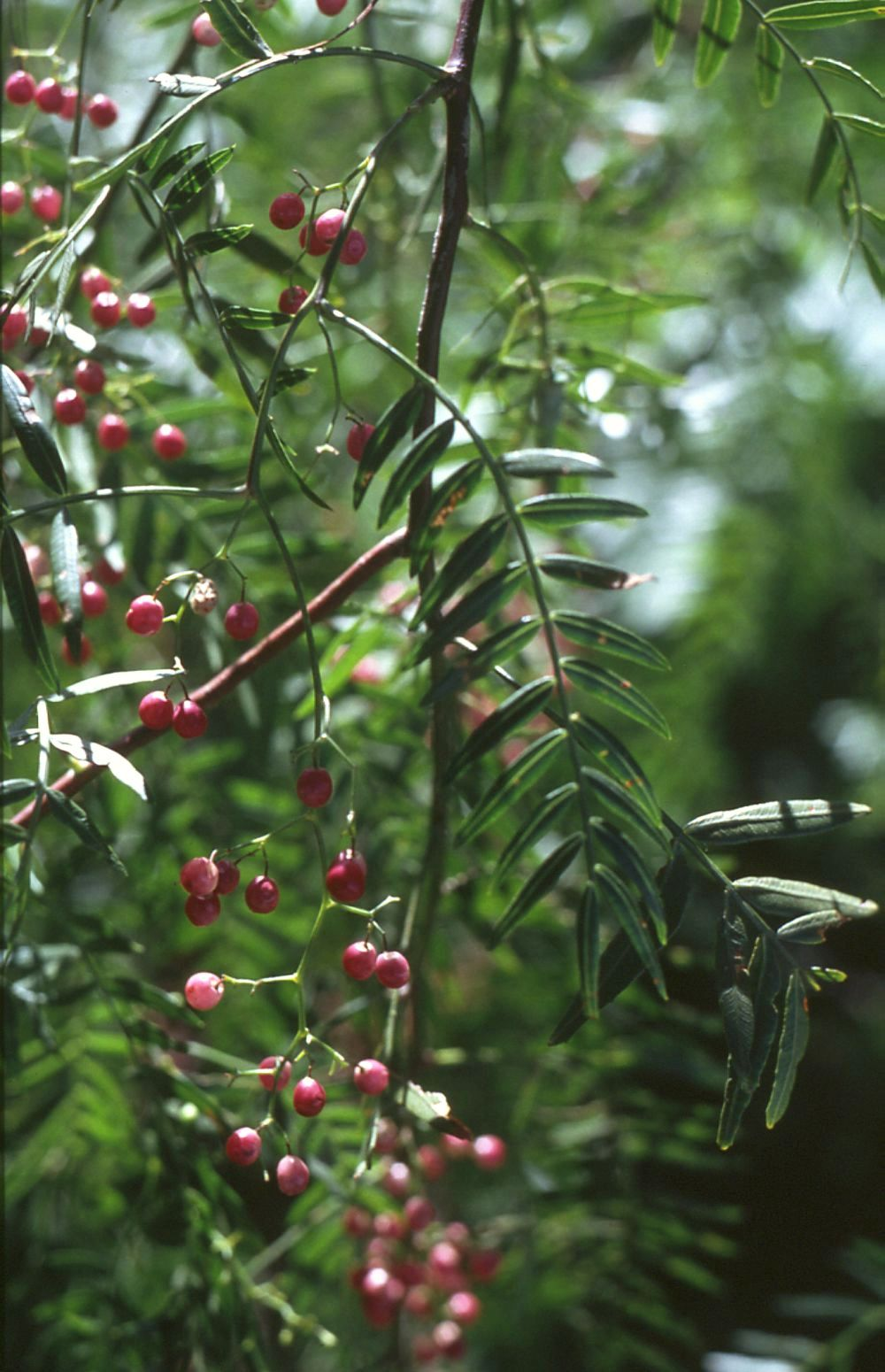
Schinus molle ou poivrier péruvien
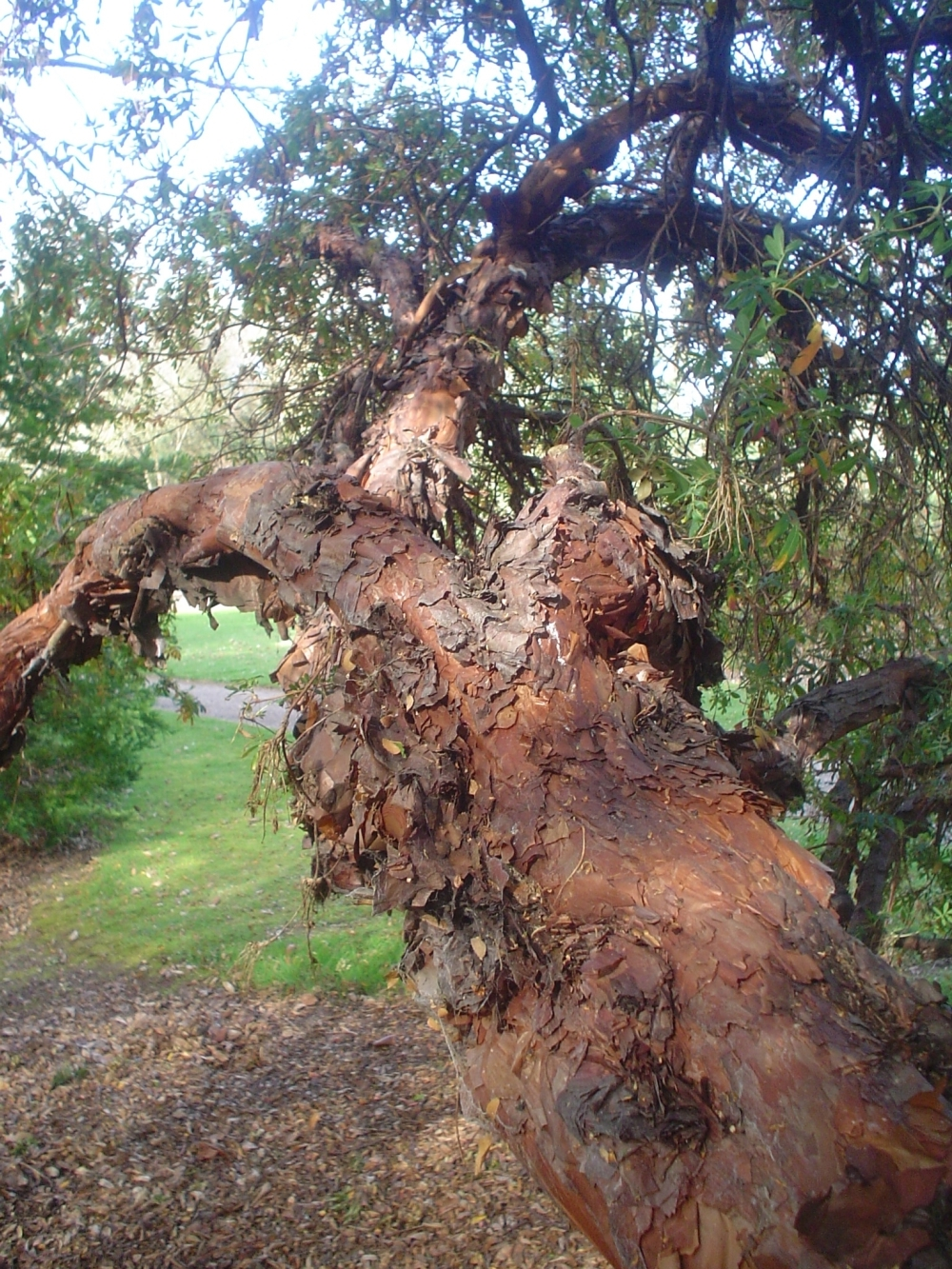
Polylepis australis ou tabaquillo

## Faune
Jusqu'au début du XXe siècle, on a rapporté la fréquentation des lieux par des jaguars, des guanacos, des pécaris et des tucotucos. En 2006, cependant la faune principale est constituée (outre les condors qui ont donné leur nom au parc) de pumas, de tatous, de cerfs des pampas, de renards culpeo, de chinchillons, de vautours urubus ou jote, comme l'urubu à tête rouge ou le sarcoramphe roi, et de léporidés.

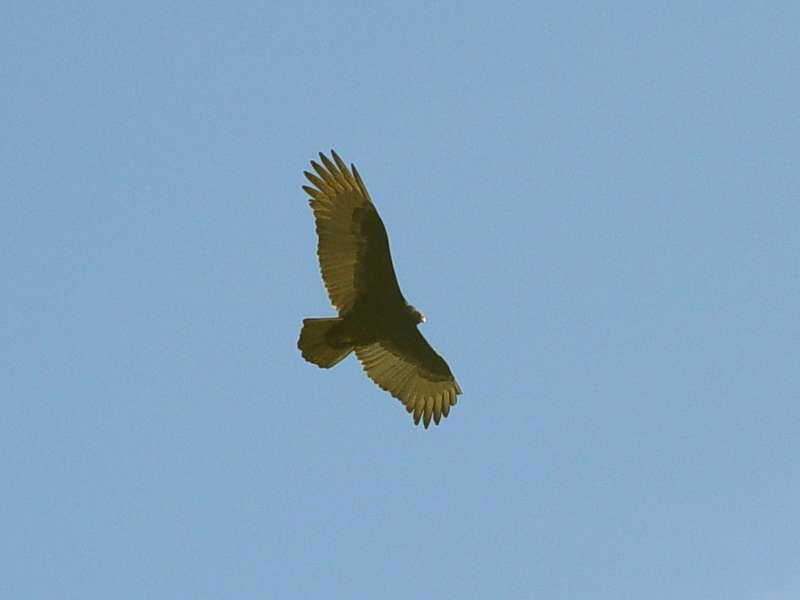
Urubu à tête rouge en vol
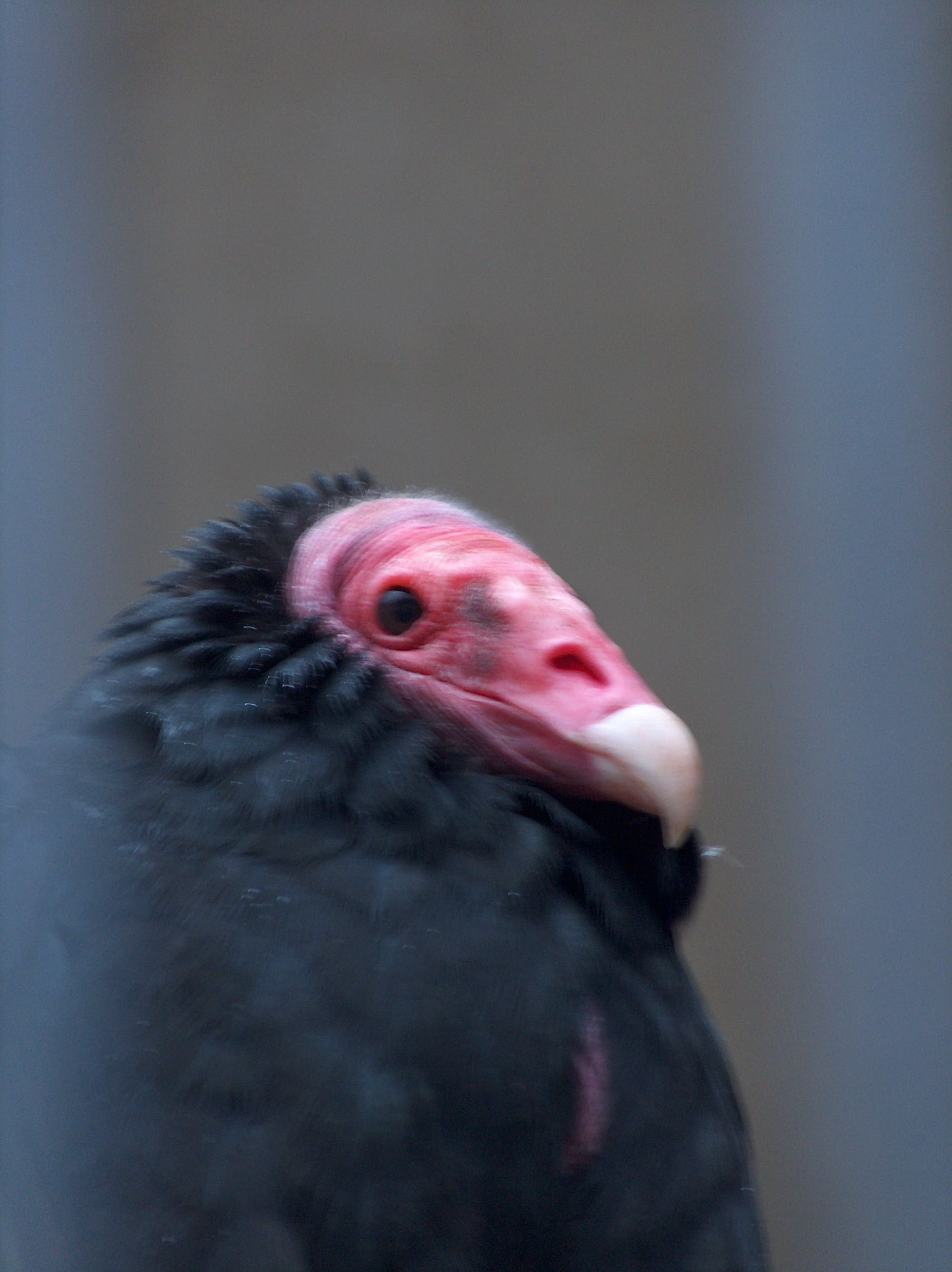
Tête d'Urubu à tête rouge ou Cathartes aura
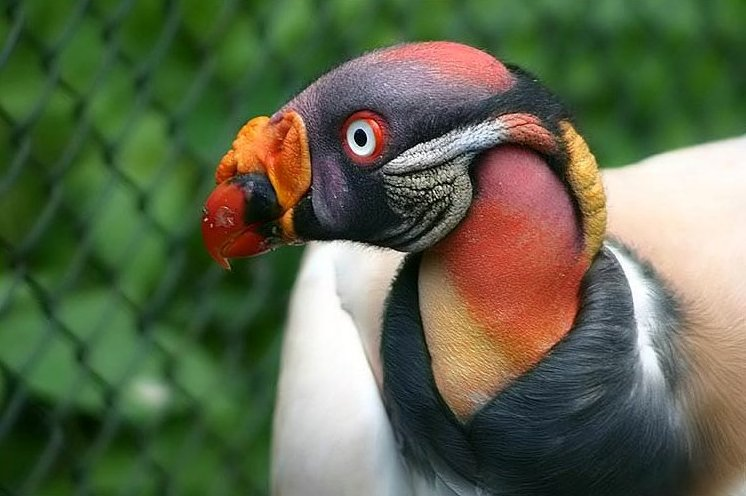
Tête de sarcoramphe roi ou Sarcoramphus papa